# Der kleine Däumling
Der kleine Däumling ist ein Märchen, das in seiner in Europa am weitesten verbreiteten Fassung auf das Kunstmärchen Le Petit Poucet des französischen Schriftstellers Charles Perrault zurückgeht, das 1697 als Teil seiner Sammlung Märchen meiner Mutter Gans (Les Contes de ma mère l’Oye) erschien. Im 19. Jahrhundert wurde es besonders durch Adaptionen von Ludwig Bechstein und Carlo Collodi popularisiert. Der kleine Däumling steht in Bechsteins Deutschem Märchenbuch 1845 als Nr. 39, später als Nr. 34.

## Inhalt

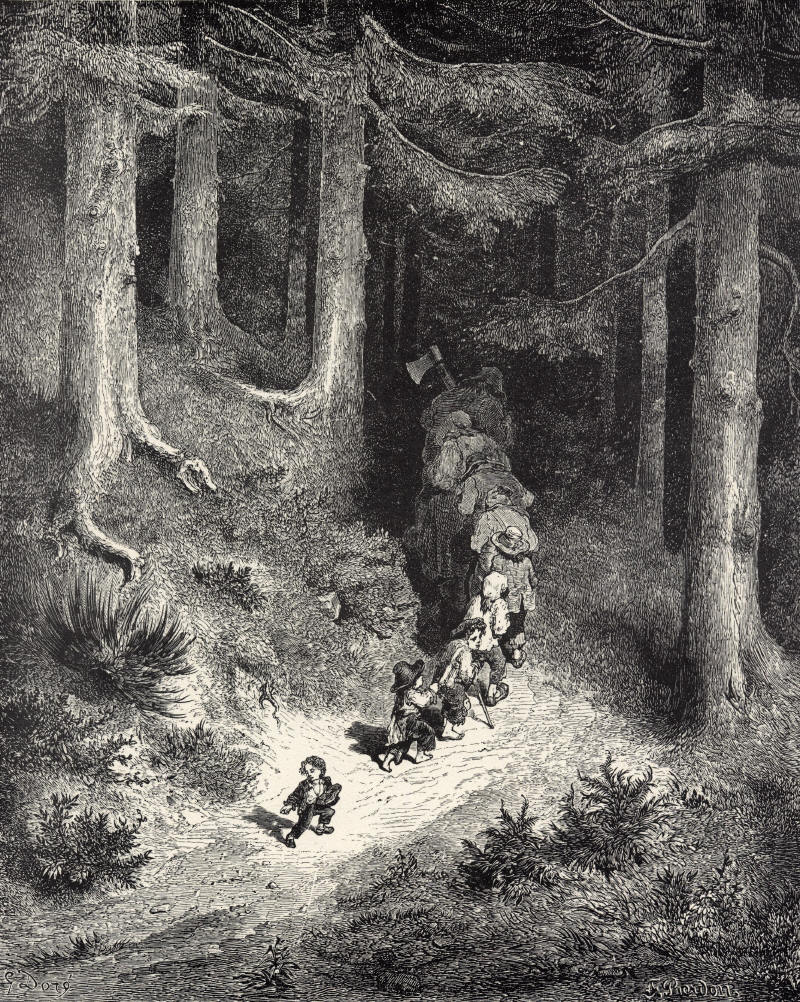
Die Kinder werden in den Wald geführt. Stich von Gustave Doré (1867).

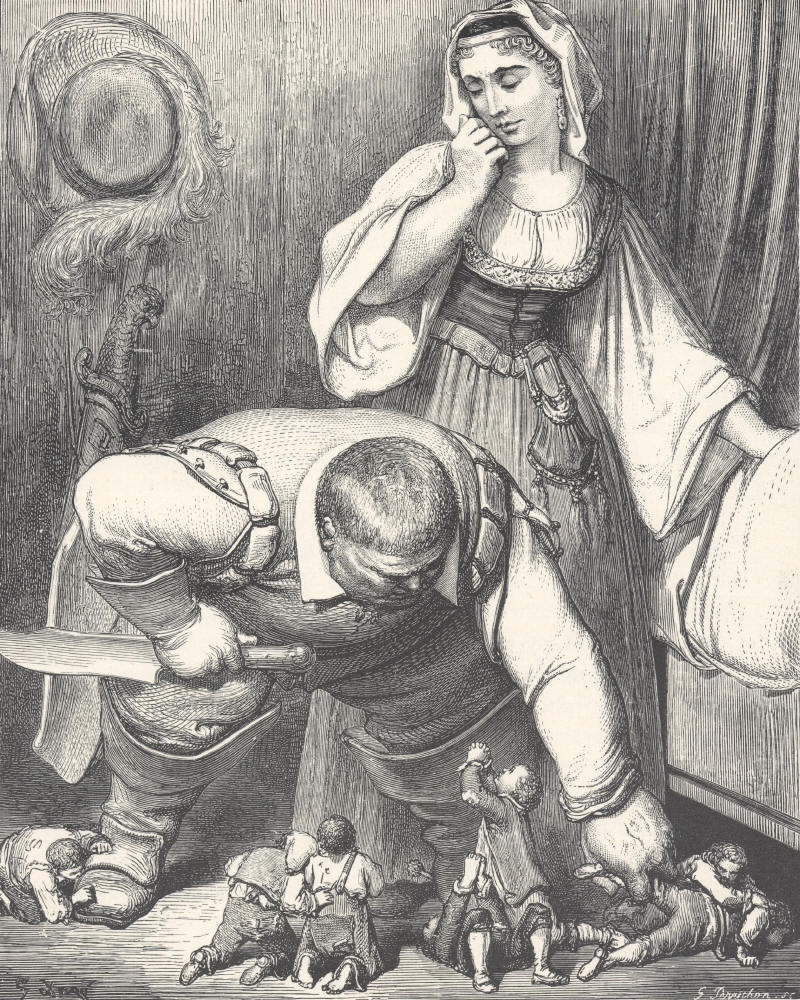
Der Oger entdeckt die Kinder (Gustave Doré).

Ein armer Holzhacker und seine Frau haben sieben Söhne, deren jüngster bei seiner Geburt nicht größer als ein Daumen ist und der „Däumling“ genannt wird. Auch in späteren Jahren wächst er kaum und spricht nicht viel, so dass er fälschlicherweise oft für dumm gehalten wird. Als er gerade sieben Jahre alt ist, kommt eine Hungersnot übers Land, und die Eltern beschließen, ihre Söhne im Wald auszusetzen, da sie ihnen eine allzu große Last sind. Der Däumling aber belauscht das Gespräch, und als die Eltern die Kinder am nächsten Tag in den dunklen Wald führen, lässt er unbemerkt auf dem Weg kleine Kieselsteine fallen. Als die Sieben schließlich allein zurückgelassen werden, fangen die älteren Brüder an zu weinen, doch der Däumling führt sie auf dem mit den Kieseln markierten Weg wieder zurück nach Hause.
Unterdessen hat der Gutsherr den Eltern zehn Écus geschickt, womit sie reichlich zu essen kaufen können, als die Kinder in das Haus zurückkehren. Die Freude der Eltern währt aber nur so lange, wie dieses Geld reicht, und bald beschließen sie erneut, die Kinder an der finstersten Stelle des Waldes auszusetzen. Da er dieses Mal keine Kieselsteine hat, lässt der Däumling auf dem Weg in den Wald Brosamen fallen, die jedoch von Vögeln aufgefressen werden. Nachdem die sieben Brüder einige Zeit durch den Wald geirrt sind, gelangen sie an ein einsames Haus, in dem ein Oger mit seiner Frau und seinen sieben Töchtern wohnt.
Die gutherzige Frau des Ogers nimmt die Kinder auf, gibt ihnen zu essen und versteckt sie unter dem Bett ihres Gatten, der gerne kleine Kinder verspeist. Als der Oger nach Hause kommt, riecht er das Menschenfleisch in seinem Haus (Je sens la chair fraîche) und entdeckt die Kinder in ihrem Versteck. Nur das gute Zureden seiner Frau hält ihn davon ab, die sieben Brüder sogleich zu schlachten. Stattdessen willigt er ein, die sieben noch ein wenig zu mästen und sie erst am nächsten Tag, in einer guten Soße angerichtet, zu verspeisen. Die Nacht verbringen die sieben Brüder im selben Zimmer, in dem in einem großen Bett bereits die sieben menschenfressenden Töchter des Ogers schlafen, von denen jede eine goldene Krone trägt. Der Däumling vertauscht, als seine Brüder eingeschlafen sind, die Kronen der monströsen Töchter gegen die Nachtmützen seiner Brüder. Als der Oger des Nachts im Weinrausch beschließt, die Kinder doch sofort zu schlachten, ertastet er in der stockfinsteren Schlafkammer die Kopfbedeckungen der Schlafenden und schneidet so seinen eigenen Töchtern die Kehle durch.
Der Däumling weckt seine Brüder und flieht mit ihnen aus dem Haus. Als der Oger am nächsten Morgen die List entdeckt, zieht er seine Siebenmeilenstiefel an und nimmt die Verfolgung auf. Als er erschöpft genau auf dem Felsen einschläft, unter dem sich die sieben Kinder verstecken, stiehlt der Däumling ihm die Stiefel. Sodann macht er sich auf den Weg zum Haus des Ogers und überredet dessen Frau unter dem Vorwand, der Oger sei in die Hände von Räubern gefallen und habe ihn beauftragt, das Lösegeld mit den Siebenmeilenstiefeln schnellstmöglich herbeizuschaffen, ihm all ihre Schätze auszuhändigen. Mit diesen Reichtümern beladen kehrt er ins Haus seines Vaters zurück.
Perrault gibt in seinem Märchen ein alternatives Ende der Geschichte vom kleinen Däumling an: „Viele Leute“, schreibt Perrault, „sind nicht einig über diesen letzten Ausgang der Sache und behaupten, dass der kleine Däumling niemals den Menschenfresser bestohlen habe; dass er sich nur kein Gewissen daraus gemacht, ihm seine Siebenmeilenstiefel zu nehmen [...]. [...] Sie sagen, dass, als der kleine Däumling die Stiefel des Menschenfressers angezogen hatte, er nach Hause ging, wo man wegen eines Heeres sehr in Sorge war, das zweihundert Meilen weit stand [...]. Er ging [...] zum Könige und bot sich an, ihm noch vor Abend Nachricht von der Armee zu bringen [...]. Der König versprach ihm eine große Summe Geldes, wenn ihm das gelänge.“ Nach vollbrachter Mission vollführt er noch weitere Kurierdienste für den König und auch als Liebesbote reicher Damen. Zu guter Letzt kehrt er in sein Elternhaus zurück und teilt seinen Reichtum mit seiner Familie.
Das Märchen endet, wie alle acht Contes der Märchensammlung, mit einer gereimten Moral, die aufzeigt, dass gerade der Unscheinbarste der Kinderschar sich als Segen für die Familie erweisen kann.

## Erzählforschung

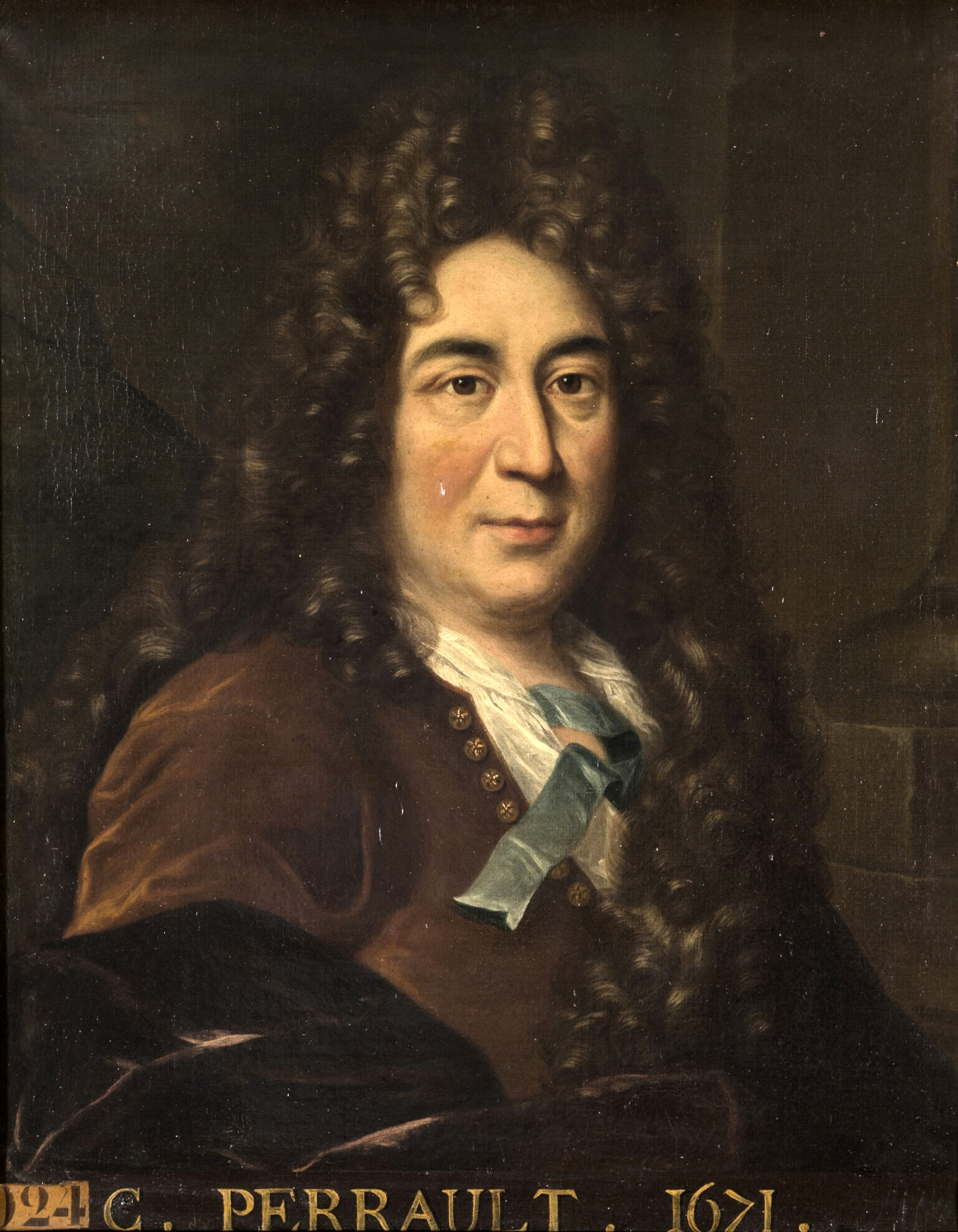
Charles Perrault, Ölgemälde eines unbekannten französischen Künstlers (Detail), 17. Jahrhundert; Musée National de Versailles et des Trianons, Versailles

Der Erzählforschung stellt sich bei diesem Märchen vorrangig das Problem, wie treu Perrault im Kleinen Däumling der Vorgabe mündlich überlieferter Volksmärchen folgte. Das Urteil der Brüder Grimm in der Vorrede zu ihren Kinder- und Hausmärchen (1812), Perraults Verdienst liege darin, „daß er nichts hinzugesetzt und die Sachen an sich, Kleinigkeiten abgerechnet, unverändert gelassen“ habe, wird schon durch die Forschung des späteren 19. Jahrhunderts teilweise widerlegt. Tatsächlich vermengte Perrault gerade im Kleinen Däumling mindestens zwei ursprünglich unabhängige Motive.
Die frühe Popularisierung der Märchen Perraults in weiten Teilen Europas hat ihrerseits auch die mündliche Überlieferung dieser Stoffe nachhaltig beeinflusst. Aufgrund dieser wechselseitigen Beeinflussung zwischen mündlicher und schriftlicher Überlieferung, und weil die volkskundlich orientierte Aufzeichnung mündlicher Erzähltraditionen erst im späteren 18. Jahrhundert erwachte, sind die Anteile von mündlichem Substrat und literarischer Bearbeitung im Nachhinein nur noch schwer zu unterscheiden, zumal Perrault auch keine Angaben über seine Arbeitsweise und Quellen hinterließ. Aus diesem Grund nahm Antti Aarne Perraults Petit Poucet trotz dessen Zugehörigkeit zum Genre des Kunstmärchens 1910 auch als Archetypus in seinen Index volkstümlicher Erzählstoffe auf, obwohl die Zielsetzung dieses Indexes eigentlich gerade darin bestand, Märchenstoffe in ihrer reinen, nicht „kontaminierten“ Form zu katalogisieren.
Dem Märchen ist im seither fortlaufend erweiterten Aarne-Thompson-Index das Kürzel AaTh 327 B zugeteilt. Es stellt also einen Subtypus des Märchentyps AaTh 327, Die Kinder und der Oger, dar. Zu diesem Typ wird als anderer Subtypus das Grimmsche Märchen Hänsel und Gretel als AaTh327 A gezählt. Das typbildende Motiv AaTh 327 ist die Übernachtung der Kinder im Haus des Ogers (auch bei einem Riesen oder einer Hexe). Die Kombination dieses Handlungselements mit der Vertauschung der Kopfbedeckungen macht den Subtypus AaTh 327 B aus. Während Stith Thompson 1946 AaTh 327 noch als generischen gesamteuropäischen Stoff interpretierte, dem erst Perrault das Vertauschungsmotiv hinzugefügt hatte, deutet die jüngere ethnografische Forschung darauf hin, dass es sich bei AaTh 327 B um einen sehr alten, auf allen drei Kontinenten der alten Welt verbreiteten Märchentyp handelt. Variationen sind von Westafrika über Nubien und den Nahen Osten, Persien und Indien bis hin nach Japan dokumentiert.
Den Titel der Geschichte übernahm Perrault von einem von AaTh 327 völlig verschiedenen Märchenstoff, der im Aarne-Thompson-Index als AaTh 700, „Der Däumling“, indiziert wird und das in den Grimmschen Kinder- und Hausmärchen durch KHM 37, Daumesdick, vertreten ist. Der Name dieses Märchens verweist in den meisten in Frankreich bezeugten Versionen auf den Kleinwuchs des Protagonisten; während er in Südfrankreich zumeist unter dem Namen „Hirsekorn“ oder „Pfefferkorn“ (grain de millet/grain de poivre) bekannt ist, wird er im nordfranzösischen Sprachgebiet im Allgemeinen als daumengroß beschrieben, also als „Däumling“ (poucet, pouçot, poucelot, petit poucet). In diesem ursprünglichen Däumlingsmärchen, das sich in England unter dem Namen Tom Thumb großer Beliebtheit erfreut, ist der Protagonist so mikroskopisch klein, dass er etwa von einer Kuh gefressen wird und in manchen Versionen einen heroischen Tod im Kampf gegen eine Spinne stirbt. In Perraults Märchen wird die Kleinheit des Helden zum Beginn des Märchens zwar prominent eingeführt (der Däumling belauscht seine Eltern, indem er sich unter dem Schemel seines Vaters versteckt), im weiteren Verlauf ist sie jedoch nicht handlungstragend und letztlich unerheblich.

## Mögliche literarische Vorbilder
Neben Analogien in anderen Märchen, die als Relikte eines gemeinsamen Urmythos (so vor allem im 19. Jahrhundert) oder im jungschen Sinne als universelle Urbilder der menschlichen Seele gelesen werden können, bieten sich auch mehrere literarische Vorbilder an, die Perrault unmittelbar beeinflusst haben könnten. Es scheint sicher, dass ein solches Vorbild für den „Kleinen Däumling“ Nennello e Nennella war, das als vorletztes Märchen in Giambattista Basiles Pentamerone (1634–36) enthalten ist. Es deckt sich jedoch mit Perraults Däumling nur im Eingangsmotiv der „verlorenen“ Kinder und entwickelt sich im weiteren Handlungsverlauf in etwa analog zum Grimmschen Märchen Hänsel und Gretel und Brüderchen und Schwesterchen (KHM 15, AaTh 450).

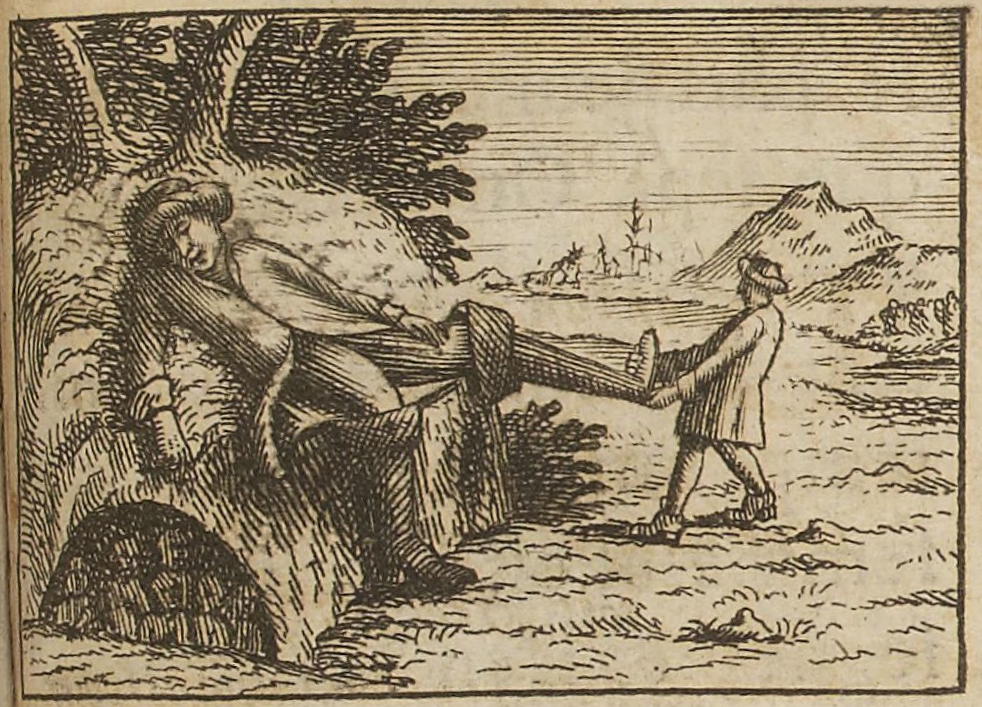
Illustration zum Petit Poucet von Antoine Clouzier in der Erstausgabe der Contes von 1697

Gaston Paris spekulierte 1875, dass die Figur des Däumlings Abkömmling einer arischen Gottheit sei, gleichzusetzen dem vedischen Vishnu und dem Hermes der griechischen Mythologie. Bestehende Ähnlichkeiten mit Hermes könnten jedoch Yvette Saupé zufolge mindestens ebenso plausibel das Ergebnis von Perraults Lektüre wie eines mutmaßlichen arischen Ursprungsmythos sein. Sie verweist auf die Parallelen des Märchens zum homerischen Hermeshymnus, in dem Hermes, kaum geboren, schon die Apollon geweihten Rinder stiehlt, für seine List vom Göttervater Zeus mit geflügelten Schuhen belohnt (eine naheliegende Analogie zu den Siebenmeilenstiefeln) und durch die ihm so verliehene Schnelligkeit zum Götterboten berufen wird (so wie der Däumling am Ende von Perraults Märchen zum Kurier in Königs- und Liebesdiensten avanciert). Homer, der mutmaßliche Autor des Hymnus, stand im Rahmen der von Perrault 1687 selbst verursachten querelle des anciens et des modernes über Jahre im Blickpunkt des französischen Literaturbetriebs. Perrault selbst kritisierte Homer im 1692 erschienenen dritten Band seiner Parallèles des anciens et des modernes en ce qui regarde les arts et les sciences wegen seiner Maßlosigkeit im Umgang mit Hyperbeln und verglich sie dabei explizit mit den Siebenmeilenstiefeln der französischen Volksmärchen, die ihm sinniger erschienen, da Kinder sie sich „als eine Art Stelzen vorstellen können, mit denen Oger in kurzer Zeit lange Strecken zurücklegen“.

## Deutung
Die Frage, wie frei Perrault mit seiner Vorlage umging, erschwert auch eine Deutung im Sinne einer Suche nach der Autorintention, und so befasst sich ein Großteil der Sekundärliteratur auch mehr mit volkskundlicher Recherchearbeit, während der literarische Charakter des Werks vergleichsweise wenig kritische Beachtung gefunden hat. Der Petit Poucet wird, auch da er als letztes der acht Märchen in Perraults Sammlung quasi deren Schlusswort darstellt, oftmals als poetologischer Kommentar über das Märchenschreiben gelesen. Eine solche Deutung wird vor allem durch das Ende des Märchens gestützt, in dem der Autor zwei verschiedene Ausgänge zur Auswahl stellt und somit ein metafiktionales Moment einbringt, das den Leser zu einer Reflexion über die Plausibilität der Geschichte und den Prozess des Märchenschreibens anhält.
Die Handlung des Märchens wird nicht von der wundersamen Kleinheit des Helden vorangetrieben, sondern vielmehr von dessen Gerissenheit, seiner Bauernschläue. Dieser Umstand kann als Ausdruck von Perraults Vorstellungen von Wesen und Angemessenheit des Wunderbaren (le merveilleux) oder auch des Erhabenen (le sublime) im Märchen gelesen werden, die er in den Parallèles ausführte und mit denen er sich explizit gegen Boileaus an der griechisch-römischen Antike orientierten Poetik wandte; für Perrault stellt sich das Erhabene, wie etwa im oben angeführten Kommentar zu Homer ersichtlich, als dem Verstand erfahrbar, als tatsächlich vorstellbar dar, was sich in der Handlungsführung im maßvollen Umgang mit phantastischen Elementen auch im Märchen äußert. So vollzieht sich im Petit Poucet eine Hinwendung zu den Ressourcen des menschlichen Verstandes, wie sie sich in der französischen Philosophie der Zeit im kartesianischen cogito formuliert, und so hat mindestens ein Kritiker das Märchen als „Allegorie des Geistes“ gelesen.

## Editionsgeschichte
Die zitierte Passage in den Parallèles ist ein Anhaltspunkt dafür, dass Perrault bereits 1692 mit dem Märchenstoff vertraut war. Jedoch fehlt das Märchen in der erst 1953 entdeckten Manuskriptfassung der Contes, die auf das Jahr 1695 datiert ist, so dass es auch möglich erscheint, dass Perrault den Stoff erst zwischen 1695 und 1697, dem Erscheinungsdatum der Contes. verschriftlichte. Wie bei allen acht Prosamärchen Perraults ist die Frage der Autorschaft nicht abschließend geklärt. Der Erstdruck erschien unter dem Namen seines Sohnes Pierre Perrault d’Armancour, und die Frage, ob dieser tatsächlich zumindest Ko-, wenn nicht Hauptautor der Contes gewesen sein könnte, wird diskutiert.
In einigen späteren Ausgaben der Contes fehlt der Kleine Däumling, offenbar da die Erzählung wegen ihrer außergewöhnlichen Grausamkeit als kinderuntauglich eingeschätzt wurde, so etwa in der von Pierre Noury besorgten 1920er-Ausgabe für den Verlag Flammarion.

## Adaptionen
Wie die anderen Märchen Perraults fand auch der kleine Däumling Eingang in die mündliche Überlieferung nicht nur in Frankreich, noch bevor 1745 die erste deutsche Übersetzung der Contes erschien. Als die Brüder Grimm nach 1800 mit der Sammlung von Volksmärchen im deutschen Sprachraum begannen, fanden sie vielerorts mehr oder minder textgetreue Versionen von Perraults Märchen vor. Im Gegensatz zu anderen Perraultschen Märchen, wie Dornröschen, Der gestiefelte Kater oder Rotkäppchen, nahmen sie jedoch den Kleinen Däumling nicht in ihre Kinder- und Hausmärchen auf, weil er in seinen Motiven allzu sehr dem Märchen Hänsel und Gretel ähnelte, das die Grimms im hessischen Raum aufzeichneten und das, wie ihnen wohl durchaus bewusst war, von Perraults Däumling direkt beeinflusst sein mag.

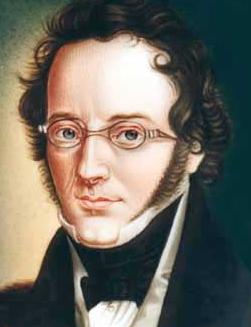
Ludwig Bechstein. Unbekannter Künstler, Öl auf Porzellan

Zu größerer Bekanntheit gelangte Der kleine Däumling in Deutschland mit der Übertragung von Ludwig Bechstein (1847). Bechsteins Version unterscheidet sich jedoch nicht nur in Details von Perraults Fassung. So wurde aus dem armen Holzhacker ein Korbbinder; die rechtsrheinisch kaum bekannte Gestalt des Ogers übersetzte Bechstein als „Menschenfresser“. Auch erscheint die Beschreibung der sieben monströsen Menschenfressertöchter bei Bechstein merklich entschärft. Zudem übernahm Bechstein keinen der beiden von Perrault vorgeschlagenen Ausgänge:

„Nun nahm er an jede Hand einen seiner Brüder, diese faßten wieder einander an den Händen, und so ging es, hast du nicht gesehen, mit Siebenmeilenstiefelschritten nach Hause. Da waren sie alle willkommen, Däumling empfahl seinen Eltern ein sorglich Auge auf die Brüder zu haben, er wolle nun mit Hilfe der Stiefel schon selbst für sein Fortkommen sorgen und als er das kaum gesagt, so tat er einen Schritt, und er war schon weit fort, noch einen, und er stand über eine halbe Stunde auf einem Berg, noch einen, und er war den Eltern und Brüdern aus den Augen.“

In der Nacherzählung von Moritz Hartmann (in Märchen nach Perrault, Stuttgart 1867) wird der Oger als „Riese“ übersetzt, und die beiden Auflösungen stellen sich nicht als Alternative dar, sondern folgen zeitlich aufeinander: erst erschwindelt sich der Däumling den Schatz des Riesen und begibt sich sodann in die Dienste des Königs. Statt mit der Moral Perraults schließt das Märchen bei Hartmann mit einer Plattitüde:

„So war der kleine Däumling ein großer Herr geworden, und in seinem Wappen standen in goldenen gotischen Lettern die Worte: Selbst ist der Mann!“

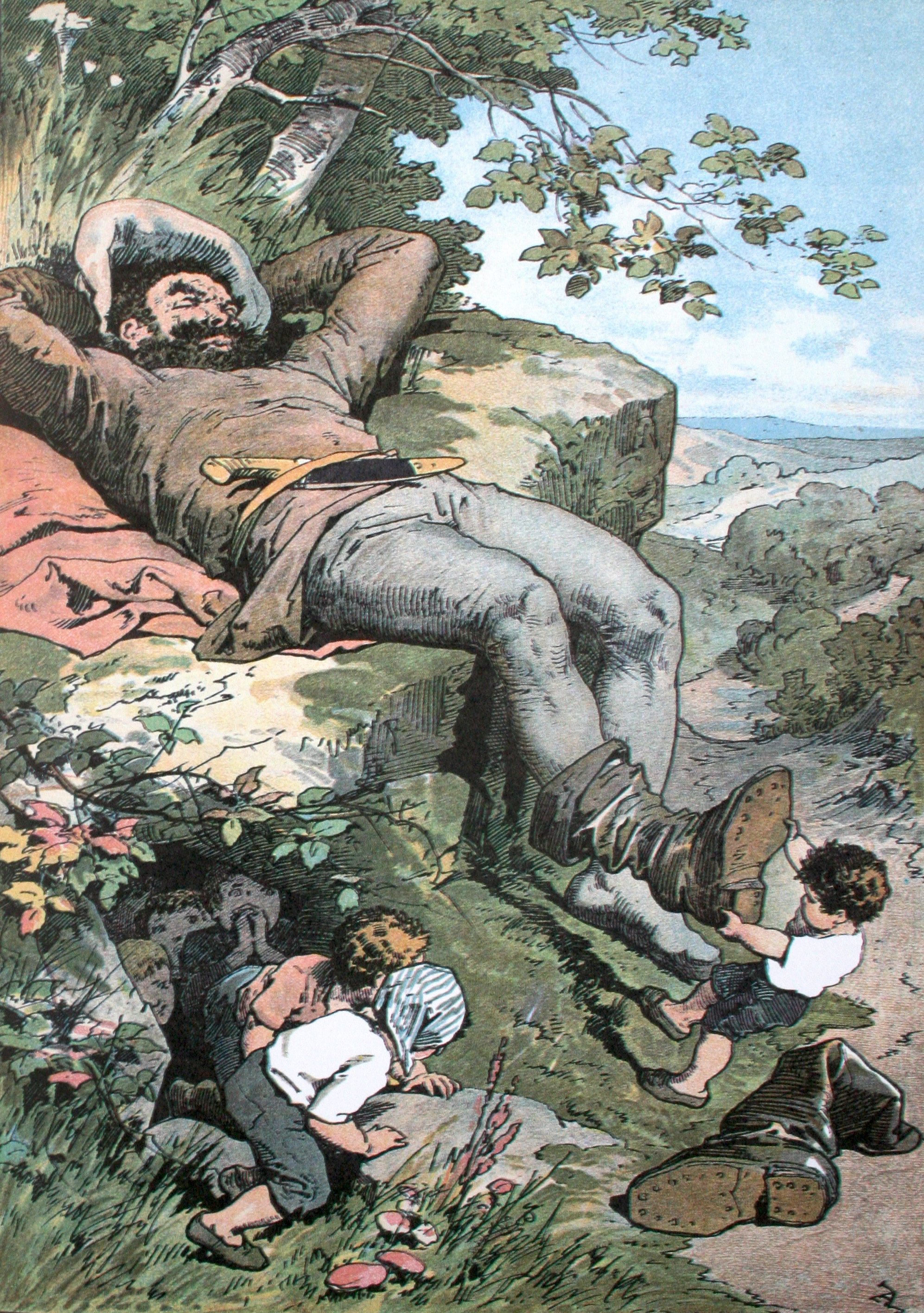
Däumling stiehlt die Stiefel. Darstellung von Alexander Zick

Zu großer Popularität gelangten die Stiche, die Gustave Doré 1867 als Illustration zu Perraults Contes bei Hetzel veröffentlichte, und die auch die Stuttgarter Erstausgabe von Hartmanns Übertragungen zierten. In Deutschland illustrierten den Stoff unter anderem Theodor Hosemann (16 Federzeichnungen, 1841), Ludwig Richter (Illustrationen zur Einzelausgabe von Bechsteins Der kleine Däumling, 1851), Oswald Sickert (Münchener Bilderbogen Nr. 64, 1851) und Oskar Herrfurth (sechsteilige Postkartenserie), in England George Cruikshank (Illustrationen zu Hop o’ my Thumb and the Seven-League Boots, 1853) und Gordon Browne (Hop o’ my Thumb, 1886).
In Frankreich wurde der Petit Poucet ob seines ikonischen Charakters schon zu napoleonischen Zeiten zu einem beliebten Motiv politischer Karikaturisten. Eine politische Instrumentalisierung erfuhr das Märchen auch im Ersten Weltkrieg nach dem Einfall deutscher Truppen in Frankreich; der lothringische Schriftsteller Émile Moselly schrieb das Märchen 1918 zu einer Propagandafabel um, in der der grausame Oger für Deutschland, der Däumling dagegen für Frankreich steht.
Eine ironische Umkehrung des Märchens findet sich in Michel Tourniers Kurzgeschichte La fugue du Petit Poucet (1972), in dem der aus gutem Hause stammende Protagonist Pierre auf der Flucht vor seinem strengen Vater bei einem sanftmütigen Hippie namens Logre und dessen sieben haschischrauchenden Töchtern aufgenommen wird. Als der Ausreißer von der Polizei wieder nach Hause abgeführt wird, gibt ihm der Logre seine vergoldeten Wildlederstiefel, auf dass er immer den richtigen Weg in ein selbstbestimmtes, gegenkulturelles Leben finden möge.
Maurice Ravel ließ sich durch Perraults Märchen zu seiner Komposition Ma mere l’oye anregen, deren zweiter Satz Petit poucet überschrieben ist. (Ma Mère l’Oye; Stücke für Klavier zu vier Händen nach Fabeln von Perrault und Mme. d’Aulnoy, 1908–1910). Hans Werner Henzes Kinderoper Pollicino wurde 1980 uraufgeführt und folgt im Titel der von Carlo Collodi besorgten italienischen Übertragung von Perraults Märchen ins Italienische (Racconti delle fate, 1876).
Der Stoff wurde mehrmals verfilmt, erstmals bereits 1903, zuletzt 2001 als abendfüllender Spielfilm unter der Regie von Olivier Dahan, als Fernsehfilm (ARTE) zuletzt 2011 unter dem Titel Im finsteren Walde. 1923 ist in Paris auch ein auf dem Märchen aufbauendes Puppenspiel bezeugt.
George Pal verfilmte den Stoff 1958 unter demselben Titel als Musikfilm.

## Verfilmungen
- 1958: Der kleine Däumling, oscarprämierter Spielfilm (Originaltitel: Tom Thumb), Regie George Pal,
- 1986: Das Märchen vom Däumling, lettisch-tschechoslowakischer Spielfilm (Originaltitel Pohádka o Malíčkovi), DEFA-Synchronisation, Regie Gunars Piesis
- 1999: Der Däumling, Zeichentrickfilm, Zweite Folge der TV-Serie SimsalaGrimm des KIKA